# Machiavelli (famiglia)
La famiglia Machiavelli è una nobile famiglia fiorentina, il cui più noto esponente fu Niccolò Machiavelli.

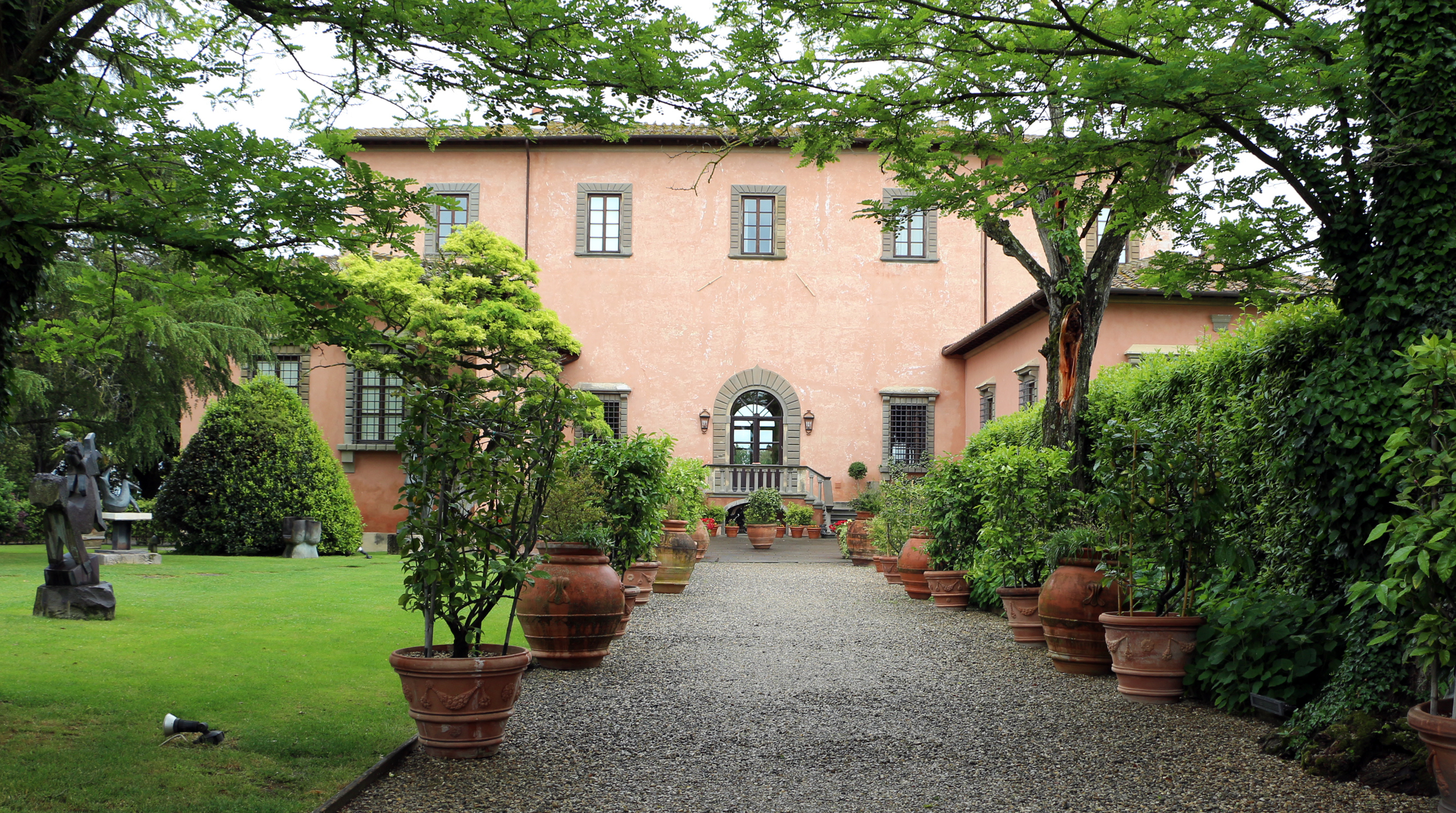
Villa Mangiacane

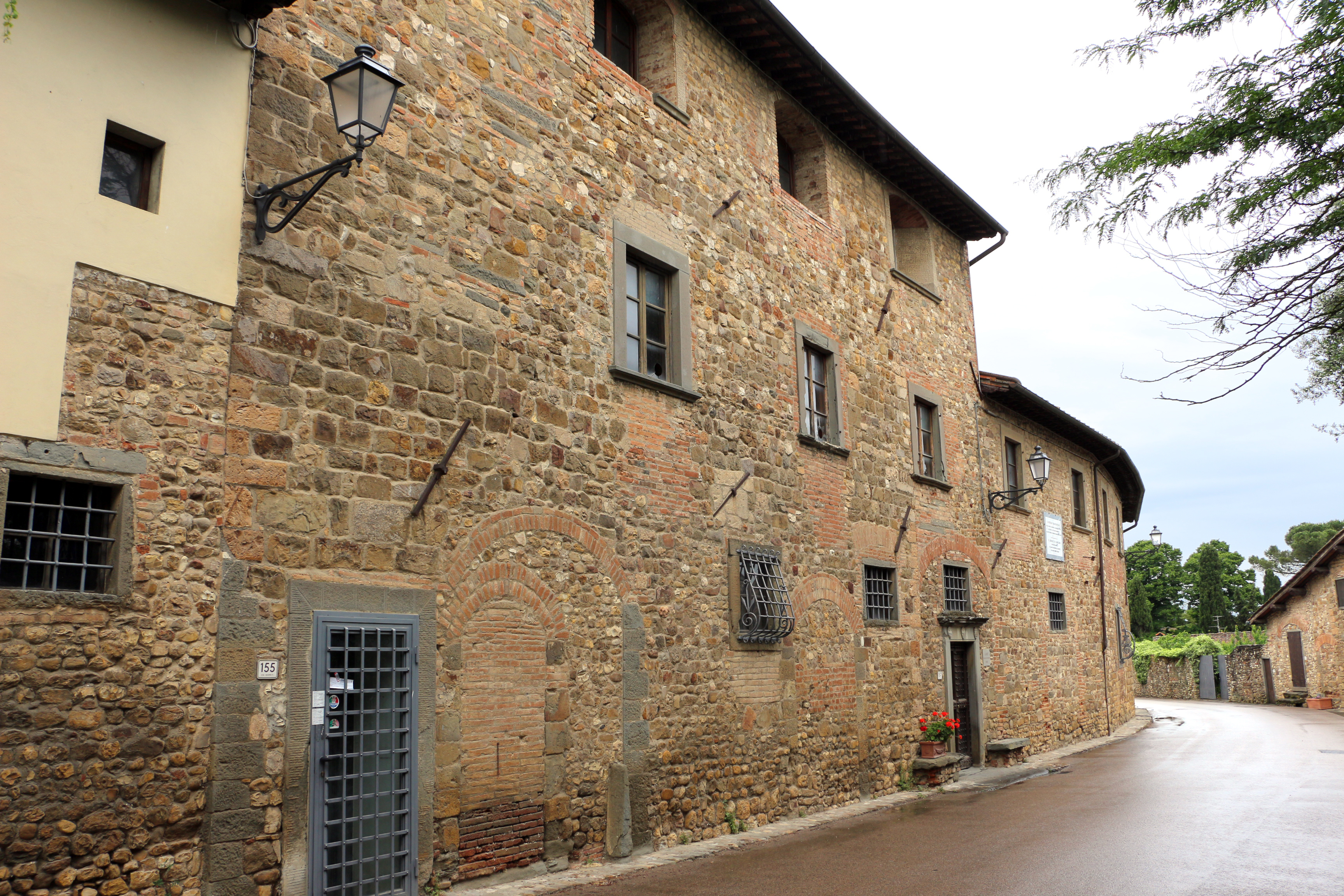
Casa Machiavelli

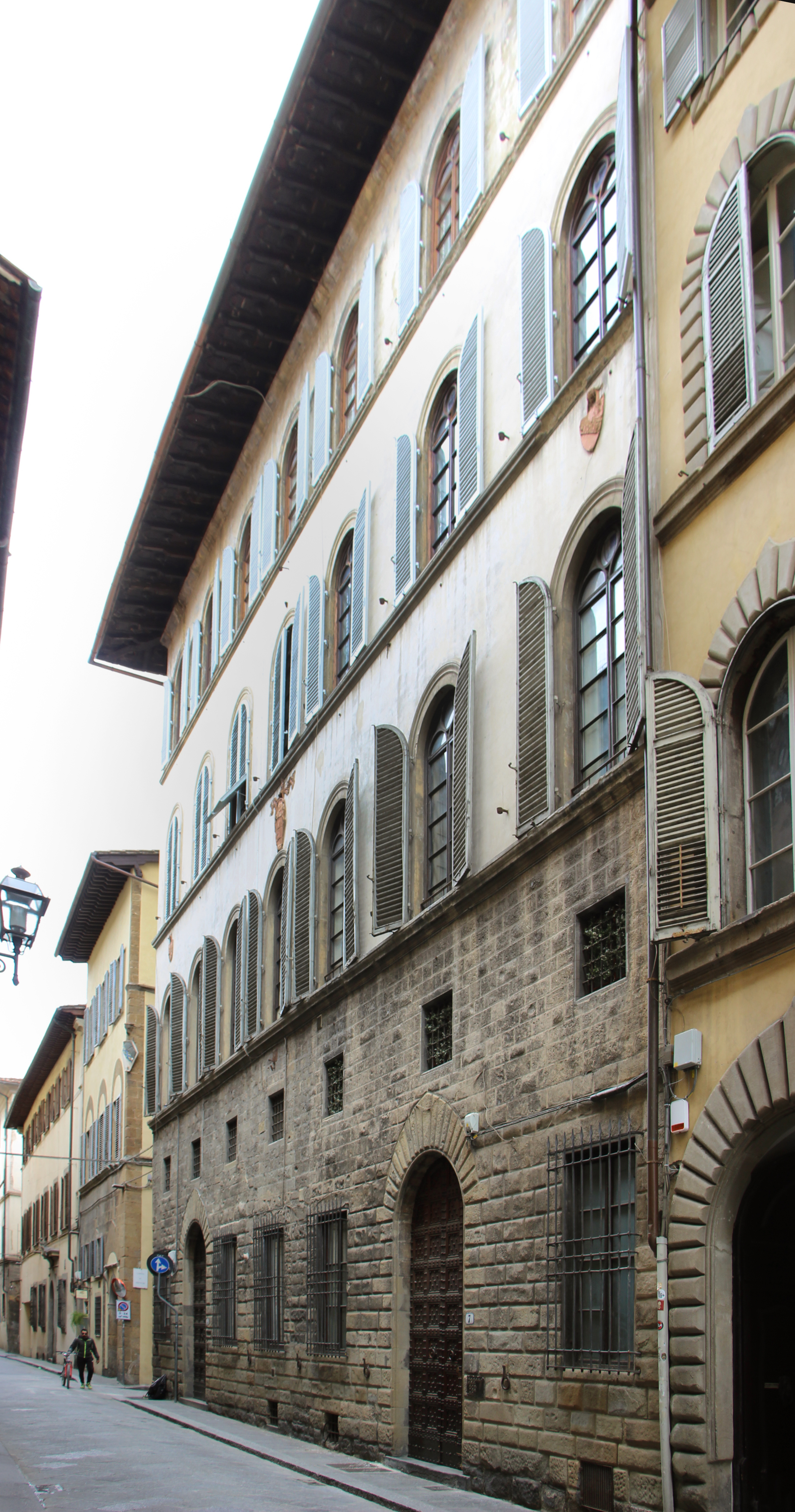
Palazzo Machiavelli, Firenze

## Storia
La famiglia diede i natali a numerose personalità politiche e religiose, tra queste il cardinale Francesco Maria Machiavelli. Il cognome è composto dalle parole mal e clavellus, ciò potrebbe far supporre che in origine fossero dei fabbri o dei commercianti di metalli. Secondo altri studiosi invece i chiodi che campeggiano nello stemma rappresenterebbero un ricordo delle imprese in Terra santa dei fratelli Alberico e Uberto Machiavelli. Al secondo si deve anche l'arme della famiglia che riporta, oltre ai chiodi, anche una gran croce a testimonianza delle reliquie che Uberto avrebbe riportato dalla Terra Santa.
I più antichi ricordi di questa famiglia risalgono alla fase successiva alla battaglia di Montaperti, quando Buoninsegna Machiavelli fu costretto a fuggire nel contado per scampare alla rappresaglia ghibellina.
I possedimenti della famiglia erano posti, principalmente nell'area degli attuali comuni di Montespertoli e di San Casciano in Val di Pesa. Risiedevano principalmente a Villa Mangiacane, nei pressi della frazione di Sant'Andrea in Percussina (Firenze). Altri possedimenti li avevano nella valle della Greve.
Ma il loro più celebre possedimento fu l'"Albergaccio", residenza posta a Sant'Andrea in Percussina, in cui Niccolò Machiavelli trascorse il suo esilio dopo il 1513.
La Famiglia era suddivisa in più rami. Il ramo in cui nacque Niccolò si estinse nel XVII secolo e come successori furono chiamati i Serristori. Un altro ramo si estinse nel 1726 con Francesco Machiavelli. A succedergli fu chiamato il cugino per parte materna (contessa Thiene) Giovan Battista Rangoni, che aggiunse il cognome assumendo il cognome Rangoni Machiavelli.